# بيني أيالا
بيني أيالا (بالإنجليزية: Benny Ayala)‏ هو لاعب كرة قاعدة أمريكي، ولد في 7 فبراير 1951 في Yauco, Puerto Rico ‏ في الولايات المتحدة.

## وصلات خارجية
- بيني أيالا على موقعبيزبول رفرنس.كوم (الدوري الرئيسي) (الإنجليزية)
- بيني أيالا على موقعبيزبول رفرنس.كوم (الدوري الثانوي) (الإنجليزية)
- بيني أيالا على موقع جمعية أبحاث البيسبول الأمريكية (الإنجليزية)
- بيني أيالا على موقع مشجعي الرسوم البيانية (الإنجليزية)